# Еловое (Иркутская область)
Еловое — деревня в Тайшетском районе Иркутской области России. Входит в состав Половино-Черемховского муниципального образования. Находится примерно в 39 км к северу от районного центра.

## Население
| 2002 | 2010 | 2011 | 2012 |
| ---- | ---- | ---- | ---- |
| 8    | ↘5   | →5   | →5   |

По данным Всероссийской переписи, в 2010 году в деревне проживало 5 человек (3 мужчины и 2 женщины).